# Латинський Союз
Латинський союз — міжнародна організація, що об'єднує народи, які розмовляють романськими мовами. Метою організації є захист, розвиток і популяризація спільного культурного надбання, а також створення загальної ідентичності країн з романським населенням і країн, що знаходяться під їх впливом. Латинський союз був засновано в 1954 році в Мадриді, діє з 1983 року. За цей час число країн-членів виросло з 12 до 36, і на даний момент союз об'єднує держави Європи, Африки, Південної та Північної Америки, а також Азійсько-Тихоокеанського регіону.
Офіційними назвами організації є: ісп. Unión Latina, порт. União Latina, фр. Union Latine, італ. Unione Latina, рум. Uniunea Latină та кат. Unió Llatina.

## Держави-члени
На даний момент до Латинського союзу входять держави, що розташовані на п'яти континентах (перераховані за домінуючою романською мовою):

### Іспанська
| - Болівія - Чилі - Колумбія - Коста-Рика - Куба | - Домініканська Республіка - Еквадор - Сальвадор - Гватемала - Гондурас | - Іспанія - Нікарагуа - Панама - Парагвай - Перу | - Філіппіни - Уругвай - Венесуела |

### Португальська
| - Ангола - Бразилія | - Кабо-Верде - Гвінея-Бісау | - Мозамбік - Португалія | - Сан-Томе і Принсіпі - Східний Тимор |